# NGC 2216

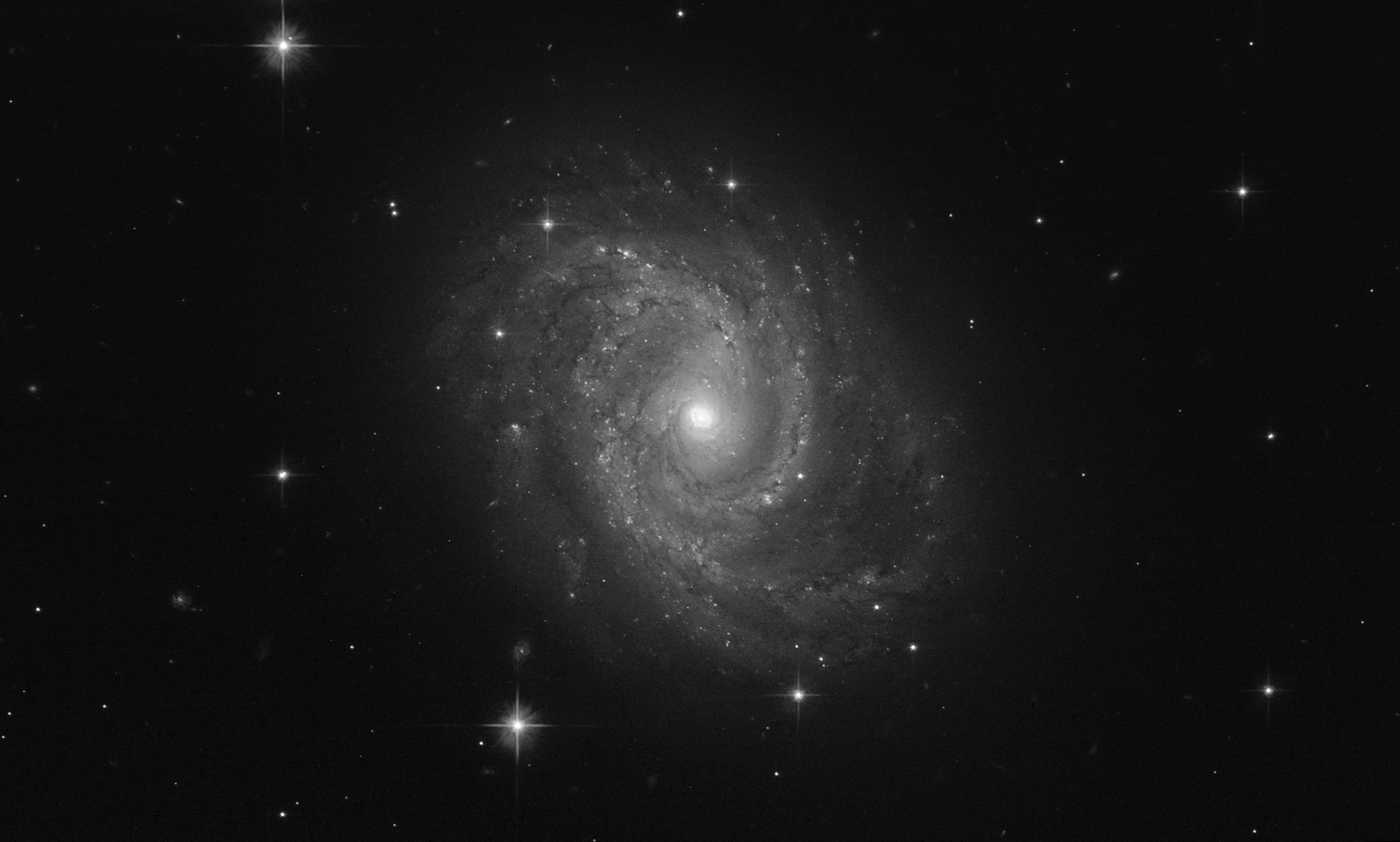
Autre image de NGC 2216

NGC 2216 est une galaxie spirale intermédiaire située dans la constellation du Grand Chien. NGC 2216 a été découverte par l'astronome britannique John Herschel en 1835.

## Caractéristiques
Sa vitesse par rapport au fond diffus cosmologique est de 2 995 ± 15 km/s, ce qui correspond à une distance de Hubble de 44,2 ± 3,1 Mpc (∼144 millions d'al).
La classe de luminosité de NGC 2216 est I-II et renferme des régions d'hydrogène ionisé.